# Sheniqua Ferguson
Sheniqua Ferguson (Nassau, 24 novembre 1989) è una velocista bahamense.

## Palmarès
| Anno | Manifestazione          | Sede           | Evento      | Risultato        | Prestazione | Note                                     |
| ---- | ----------------------- | -------------- | ----------- | ---------------- | ----------- | ---------------------------------------- |
| 2006 | Mondiali juniores       | Pechino        | 100 m piani | Semifinale       | 11"92       |                                          |
| 2006 | Mondiali juniores       | Pechino        | 200 m piani | 8ª               | 24"03       |                                          |
| 2006 | Mondiali juniores       | Pechino        | 4x100 m     | Batteria         | 45"41       |                                          |
| 2008 | Mondiali juniores       | Bydgoszcz      | 100 m piani | Bronzo           | 11"52       |                                          |
| 2008 | Mondiali juniores       | Bydgoszcz      | 200 m piani | Oro              | 23"24       |                                          |
| 2008 | Mondiali juniores       | Bydgoszcz      | 4x100 m     | 4ª               | 44"61       |                                          |
| 2009 | Campionati CAC          | L'Avana        | 100 m piani | Batteria         | 11"65       |                                          |
| 2009 | Campionati CAC          | L'Avana        | 4x100 m     | 6ª               | 44"13       |                                          |
| 2009 | Mondiali                | Berlino        | 100 m piani | Quarti di finale | 11"59       |                                          |
| 2009 | Mondiali                | Berlino        | 200 m piani | Semifinale       | 23"40       |                                          |
| 2009 | Mondiali                | Berlino        | 4x100 m     | Argento          | 42"29       |                                          |
| 2011 | Mondiali                | Taegu          | 100 m piani | Semifinale       | 11"59       |                                          |
| 2011 | Mondiali                | Taegu          | 4×100 m     | Batteria         | 50"62       |                                          |
| 2013 | Mondiali                | Mosca          | 100 m piani | Semifinale       | 11"35       |                                          |
| 2013 | Mondiali                | Mosca          | 4×100 m     | Batteria         | dq          |                                          |
| 2014 | Mondiali indoor         | Sopot          | 60 m piani  | Semifinale       | 7"25        | Miglior prestazione personale stagionale |
| 2014 | World Relays            | Nassau         | 4×100 m     | 10ª              | 43"46       | Miglior prestazione personale stagionale |
| 2014 | World Relays            | Nassau         | 4×200 m     | 4ª               | 1'31"31     | Record nazionale                         |
| 2014 | Giochi del Commonwealth | Glasgow        | 100 m piani | Semifinale       | 11"52       |                                          |
| 2014 | Giochi del Commonwealth | Glasgow        | 4x100 m     | 6ª               | 44"25       |                                          |
| 2015 | World Relays            | Nassau         | 4×200 m     | Finale           | dnf         |                                          |
| 2015 | Giochi panamericani     | Toronto        | 200 m piani | Semifinale       | 23"03       |                                          |
| 2015 | Giochi panamericani     | Toronto        | 4x100 m     | 7ª               | 44"38       |                                          |
| 2015 | Mondiali                | Pechino        | 100 m piani | Batteria         | 11"48       |                                          |
| 2015 | Mondiali                | Pechino        | 200 m piani | Batteria         | 23"44       |                                          |
| 2016 | Giochi olimpici         | Rio de Janeiro | 200 m piani | Batteria         | 23"62       |                                          |